# بعثة الأمم المتحدة الدائمة لتقصي الحقائق بشأن النزاع الإسرائيلي الفلسطيني
بعثة الأمم المتحدة الدائمة لتقصي الحقائق بشأن النزاع الإسرائيلي الفلسطيني هي بعثة لتقصي الحقائق تابعة للأمم المتحدة [الإنجليزية] صوت عليها مجلس حقوق الإنسان التابع للأمم المتحدة في 27 مايو 2021، للتحقيق في جرائم الحرب المحتملة وغيرها من الانتهاكات المرتكبة في إسرائيل والأراضي الفلسطينية المحتلة بعد الأزمة الإسرائيلية الفلسطينية في عام 2021،

## أعضاء البعثة
تتكون البعثة من:
- نافي بيلاي من جنوب إفريقيا، رئيس
- ميلون كوثاري من الهند، عضو
- كريس سيدوتي من أستراليا عضو.

## تفويض
من المقرر أن تُقدم اللجنة تقريرًا سنويًا إلى مجلس حقوق الإنسان اعتبارًا من يونيو 2022. على عكس بعثات تقصي الحقائق السابقة، فإن التحقيق مفتوح النهاية وسيفحص «جميع الأسباب الجذرية الكامنة وراء التوترات المتكررة وعدم الاستقرار وإطالة أمد النزاع، بما في ذلك التمييز والقمع المنهجي على أساس الهوية القومية أو العرقية أو الإثنية أو الدينية». قُلصت القوى العاملة من 24 إلى 18 شخصًا في أعقاب حملة أمريكية إسرائيلية لخفض ميزانية المفوضية. في 17 فبراير 2022، صرحت إسرائيل إنها لن تتعاون مع اللجنة، بدعوى التحيز. في نهاية شهر مارس، وقّع 68 عضوًا في مجلس الشيوخ رسالة إلى وزير الخارجية أنطوني بلينكين يطالبون فيها إدارة بايدن باستخدام نفوذها لإلغاء التحقيق.

## التقارير
صدر التقرير الأول في 7 يونيو 2022. وقال التقرير إن إنهاء الاحتلال لن يكون كافيا. وقالت إن السبب الجذري للمشاكل يكمن في «الاحتلال الدائم» مع عدم وجود نية لإنهائه وأن إسرائيل تريد «سيطرة كاملة» على المنطقة المحتلة. كما جاء في التقرير أن «الإفلات من العقاب يعزز الشعور بالاستياء المتزايد في صفوف الشعب الفلسطيني» وعلق الأسترالي كريس سيدوتي، عضو لجنة التحقيق: «من الواضح أن إسرائيل ليس لديها نية لإنهاء الاحتلال، في الواقع، لقد وضعت سياسات واضحة لضمان السيطرة الدائمة الكاملة على الأرض الفلسطينية المحتلة، ويشمل ذلك تغيير التركيبة السكانية لهذه الأراضي من خلال الحفاظ على بيئة قمعية للفلسطينيين، وبيئة مواتية للمستوطنين الإسرائيليين»
رفضت إسرائيل دخول اللجنة إلى إسرائيل أو الأراضي الفلسطينية، وجمعت شهادات فلسطينية وإسرائيلية في جنيف والأردن. ورفضت وزارة الخارجية الإسرائيلية ووزارة الخارجية الأمريكية التقرير ووصفته بأنه متحيز. عندما قُدّم التقرير رسميًا إلى الدورة الخمسين لمجلس حقوق الإنسان في 13 يونيو 2022، تلا ممثل الولايات المتحدة بيانًا يعترض على التفويض الممنوح للجنة، قائلاً إنه كان تدقيقًا غير عادل لإسرائيل. وقعت 22 دولة بما في ذلك الولايات المتحدة وإسرائيل، معظمها من غير أعضاء مجلس حقوق الإنسان، على البيان. صرحت نافي بيلاي، رئيسة لجنة التحقيق، بأن «غالبية النتائج والتوصيات الخاصة بالأسباب الجذرية توجهت إلى إسرائيل، وهذا مؤشّر على الطبيعة غير المتكافئة للنزاع وواقع دولة تحتل دولة أخرى» وأضافت «استنتجنا أيضاً أن معظم هذه التوصيات لم تنفّذ، بما فيها دعوات إلى ضمان المساءلة فيما يخص انتهاكات إسرائيل للقانون الإنساني الدولي والقانون الدولي لحقوق الإنسان، وإطلاق الصواريخ عشوائياً من قبل المجموعات الفلسطينية المسلّحة باتجاه إسرائيل. إن عدم تنفيذ التوصيات بالإضافة إلى بيئة الإفلات من العقاب دليلان قاطعان بأن إسرائيل لا تنوي إنهاء الاحتلال والتمييز المستمر ضد الفلسطينيين الذي هو في صلب التكرار الممنهج للانتهاكات في الأرض الفلسطينية المحتلّة، بما في ذلك القدس الشرقية، وفي إسرائيل»  كما خاطبت المجلس بقولها : «بالنظر إلى الرفض الواضح من جانب إسرائيل لاتخاذ إجراءات ملموسة لتنفيذ نتائج وتوصيات اللجان السابقة، يجب على المجتمع الدولي أن يستكشف بشكل عاجل طرقًا جديدة لضمان الامتثال للقانون الدولي». كما انتقدت السلطة الفلسطينية لفشلها في إجراء انتخابات تشريعية ورئاسية وقادتها في غزة لفشلهم في الالتزام بمعايير حقوق الإنسان.
في 20 أكتوبر / تشرين الأول 2022، أصدرت اللجنة تقريراً إلى الجمعية العامة للأمم المتحدة، دعت فيه مجلس الأمن إلى إنهاء «الاحتلال الإسرائيلي الدائم» ودعت الدول الأعضاء في الأمم المتحدة إلى مقاضاة المسؤولين الإسرائيليين. ووجد التقرير «أسبابًا معقولة» لاستنتاج أن الاحتلال «غير قانوني الآن بموجب القانون الدولي بسبب استمراره» و«سياسات الضم الفعلية» التي تتبعها إسرائيل. وقد طلبت اللجنة أن تصدر محكمة العدل الدولية قرارًا تعلن فيه أن الاحتلال غير قانوني. قال رئيس الوزراء الإسرائيلي يائير لابيد إن التقرير «متحيز وكاذب وتحريض وغير متوازن بشكل صارخ» وكتب على تويتر «ليس كل انتقاد لإسرائيل هو معاد للسامية، لكن هذا التقرير كتبه معادون للسامية ... وهو تقرير معاد للسامية بشكل واضح».

## روابط خارجية
- لجنة التحقيق الدولية المستقلة التابعة للأمم المتحدة بشأن الأراضي الفلسطينية المحتلة، بما فيها القدس الشرقية، وإسرائيل